# Jüdischer Friedhof (Aerzen)

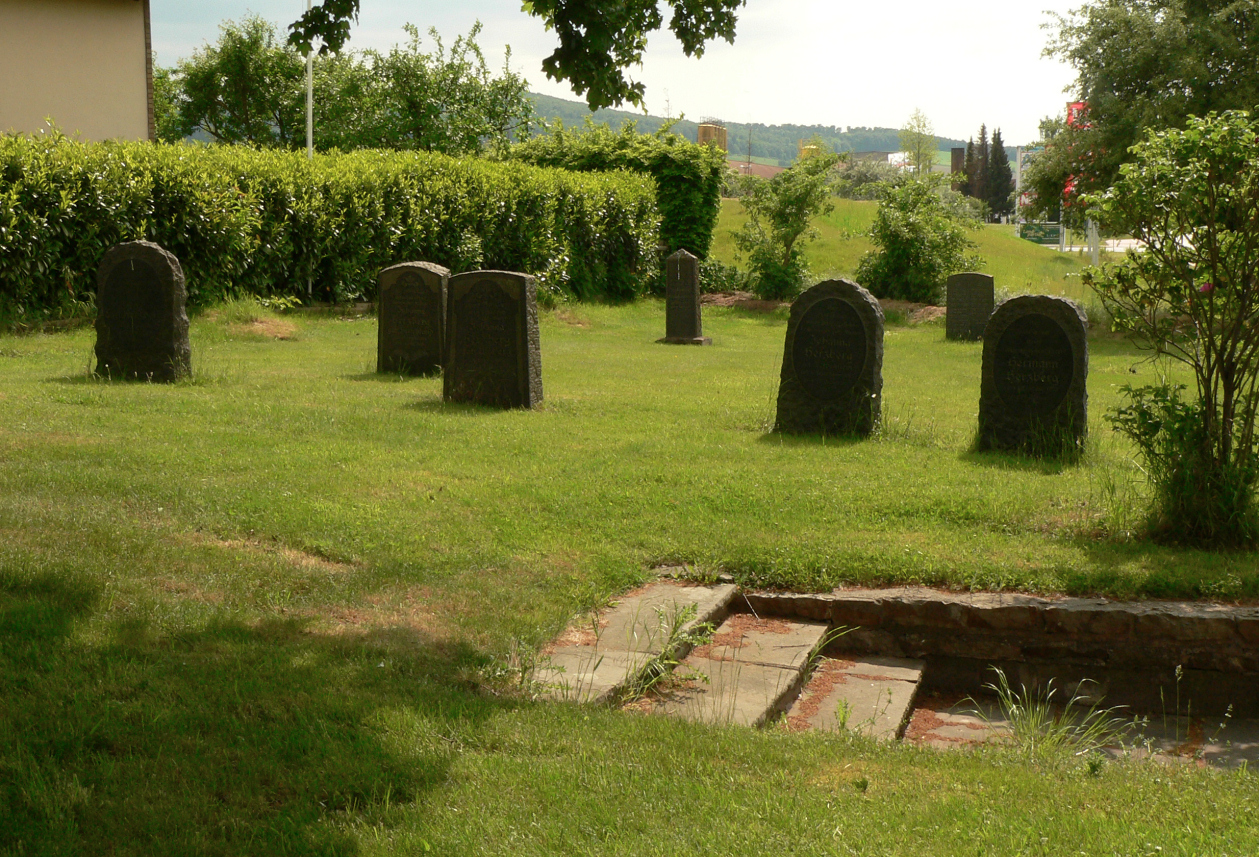
Jüdischer Friedhof Aerzen

Der jüdische Friedhof in Aerzen, einem Flecken im niedersächsischen Landkreis Hameln-Pyrmont, ist ein geschütztes Kulturdenkmal.
Der 649 Quadratmeter große Friedhof diente den Juden aus Aerzen, Groß Berkel und Reher als letzte Ruhestätte. Er liegt an der „Kesselbreite“ am Reherweg. Auf ihm befinden sich heute noch sieben Grabsteine.

## Geschichte
Der Friedhof wurde von 1897 bis 1927 belegt. Im Jahr 1938 wurde er zerstört, nach 1945 nur zum Teil wiederhergestellt.